# Bezzia media
Bezzia media är en tvåvingeart som först beskrevs av Daniel William Coquillett 1904.  Bezzia media ingår i släktet Bezzia och familjen svidknott. Inga underarter finns listade i Catalogue of Life.